# 確率的ボラティリティモデル
確率的ボラティリティモデル（英: Stochastic volatility model, SV model）は、計量経済学の時系列分析の一分野で、ボラティリティ（二次変動）が時間に依存し変動するモデルである。

## 概要
最初期のARCHモデルは1982年にEngleによって提示された
。
1986年、Engleの弟子Bollerslevは、ARCHモデルを一般化したGARCHモデル（がーちモデル、英: Generalized ARCH model）を提唱した
。
1993年、スティーブン・ヘストンが誘導系の確率ボラティリティモデルとしてHestonモデルを提唱し、原資産のボラティリティ変化を記述した数理モデルを構築した。
数理ファイナンスにおいて、オプションなどのデリバティブや有価証券を評価するのに使われるモデルである。原資産となる有価証券のボラティリティを確率過程として取り扱うことからこのような名称となっている。
ブラック・ショールズ方程式ではボラティリティは定数として取り扱われ時間や原資産価格の変動に影響されないと仮定している。しかしこのモデルでは、インプライド・ボラティリティがオプションの権利行使価格や権利行使期日によって異なることを示唆するボラティリティ・スマイル(Volatility smile)やボラティリティ・スキュー(Volatility skew)を説明できない。
そこで確率的ボラティリティモデルでは、原資産価格のボラティリティは時間あるいは原資産価格などの状態変数の変化により影響を受けると仮定することで、より精緻なモデル化を可能としている。

## 基本モデル
ブラック・ショールズ方程式などのモデルでは、次のように原資産価格はドリフト μ およびボラティリティ σ を定数とする幾何ブラウン運動に従うと仮定している。
{\displaystyle dS_{t}=\mu S_{t}\,dt+\sigma S_{t}\,dW_{t}\,}
ここで、
μ は原資産価格 St の期待収益率で定数
σ はボラティリティで定数
dWt は平均 0 分散 1 の正規分布に従うウィーナー過程
確率的ボラティリティモデルでは、定数であるボラティリティ σ を関数 σt に置き換える。
この関数  σt は、ブラウン運動として記述されるが、その詳細は各確率的ボラティリティモデルによって異なってくる。
{\displaystyle dS_{t}=\mu S_{t}\,dt+\sigma _{t}S_{t}\,dW_{t}\,}
{\displaystyle d\sigma _{t}=\alpha _{\sigma _{t},t}\,dt+\beta _{\sigma _{t},t}\,dB_{t}\,}
ここで、
{\displaystyle \alpha _{\sigma _{t},t}\,} と {\displaystyle \beta _{\sigma _{t},t}\,} は σt の関数。
dBt は dWt とは別のガウス分布で、ρ∈[-1, 1] を相関係数(定数)とする相関関係をもつ。

## 確率的ボラティリティモデル一覧
- Hestonモデル
- SABRモデル
- GARCHモデル